# Jane Cederqvist
Jane Cederqvist (n. 1 iulie 1945, Stockholm, Suedia – d. 15 ianuarie 2023, Stockholm, Suedia) a fost o înotătoare suedeză, medaliată olimpică. A participat la o ediție a Jocurilor Olimpice (1960) în care a câștigat o medalie de argint.

## Participări
Lista de mai jos prezintă principalele competiții la care a participat Jane Cederqvist de-a lungul carierei.
- swimming at the 1960 Summer Olympics – women's 400 metre freestyle[*]